# 矢筈

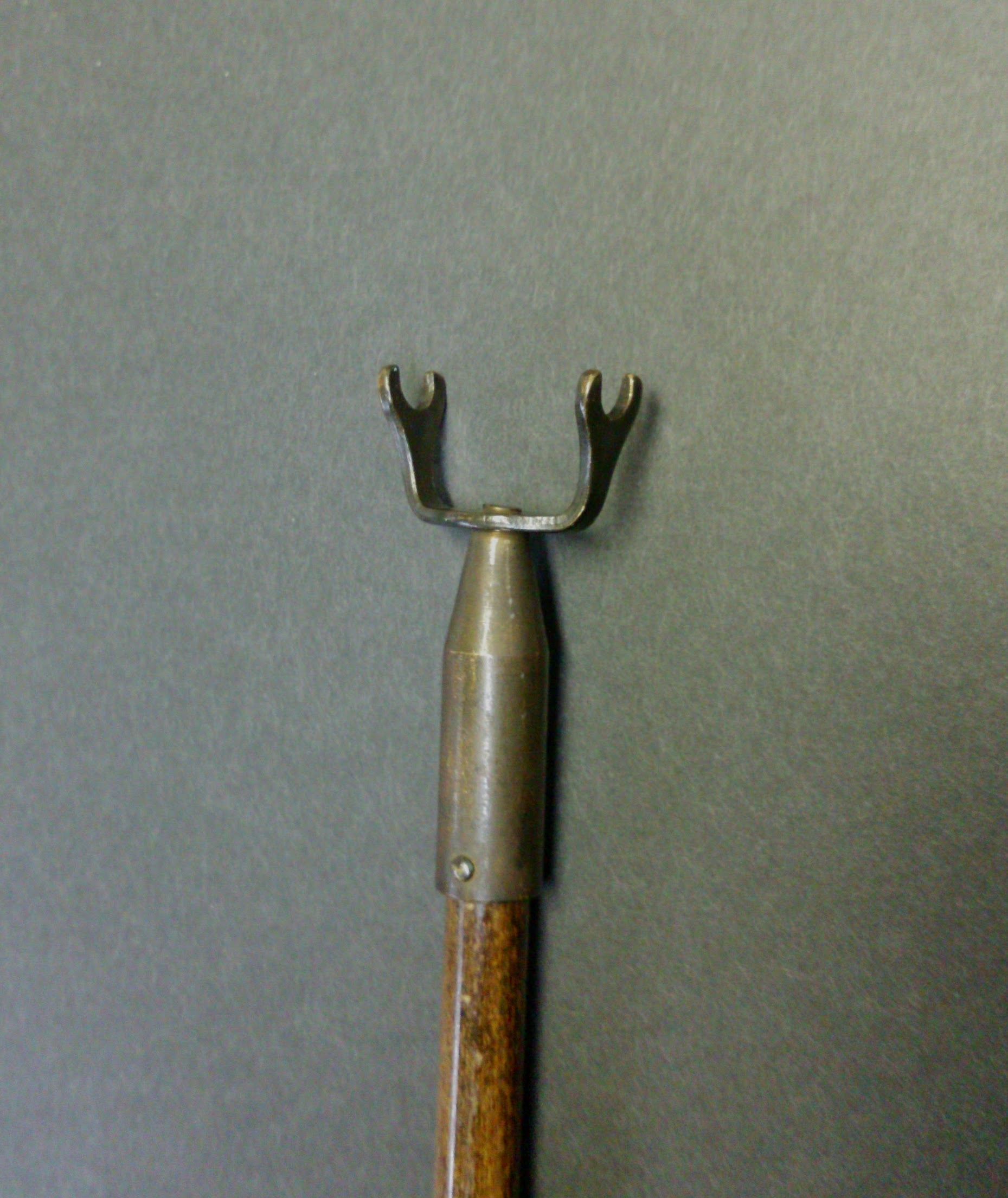
矢筈の先端部

矢筈（やはず）は、踏み台を使わずに掛軸を掛けるための棒状の道具で、掛け棹（掛物棹、掛棹）が本来の名称である。

## 構造
全体の長さは1メートル前後で、竹製の棒の先端に掛軸の紐（掛緒）を引っ掛けるための金具がついた構造になっている。金具は二股に分かれており、さらにそれぞれの先端がU字型になっている。このU字部分が掛緒を引っ掛ける場所となる。

## 名前の由来
元々矢筈とは「矢の尾部のV字形に加工された弓弦を受ける部分」の名称であり、転じてV字形に形成、または加工されたものを指すようになる。

## 使用方法
まず、掛緒を矢筈の先端に引っ掛ける。こうすることで矢筈と掛緒の間に空間ができ、フックなどの金具を通しやすくなる。このとき巻緒（掛軸を巻くための紐）は後ろに垂らし、左手で掛軸を支える。次に掛軸を少しほどきながら矢筈を掲げ、金具に掛けたのを確認してから矢筈をはずす。そして最後に掛軸をゆっくりと下までほどいていくことで完了する。